# Microgale longicaudata
Microgale longicaudata là một loài động vật có vú thuộc họ Tenrecidae. Nó là loài đặc hữu của Madagascar. Môi trường sinh sống tự nhiên của nó là rừng núi cao ẩm ướt nhiệt đới hoặc cận nhiệt đới hoặc rừng dất thấp ẩm ướt nhiệt đới hoặc cận nhiệt đới. Nó bị đe dọa mất môi trường sinh sống.

## Hình ảnh

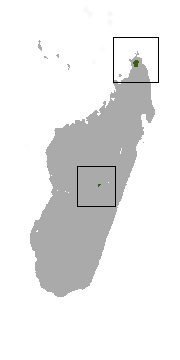